# Joseph Zada
Joseph Zada, född 2005 i Sydney, är en australiensisk skådespelare. Han har spelat huvudrollen som Charlie Roth i TV-serien Invisible Boys från 2025. Zada kommer även att spela rollen som Haymitch Abernathy i The Hunger Games-filmen Sunrise on the Reaping som har premiär i slutet av 2026.

## Filmografi (i urval)
- 2025 – Invisible Boys (TV-serie)
- 2025 – We Were Liars (TV-serie)
- 2026 – East of Eden (TV-serie)
- 2026 – The Hunger Games: Sunrise on the Reaping